# Ambrogio Bazzero
Ambrogio Bazzero (Milano, 15 ottobre 1851 – Milano, 7 agosto 1882) è stato uno scrittore, poeta e drammaturgo italiano.

## Biografia
Studiò la storia e il dramma, mostrò interessi nell'archeologia e nella storia dell'arte, e in particolare amò la letteratura cavalleresca e le passioni estreme che trasportavano i personaggi di quelle opere. Scrisse così Ugo, scene del secolo X, un romanzo storico di cui pubblicò la prima parte nel 1876. Fu molto amico di Emilio De Marchi e frequentò gli ambienti degli scapigliati milanesi della Vita Nuova.
Morì di tifo poco più che trentenne e venne tumulato nell'edicola di famiglia al Cimitero Monumentale. Dopo la sua morte i suoi amici pubblicarono il volume Storia di un'anima, che raccoglieva scritti, diari e pensieri dell'autore. Il filosofo e critico Benedetto Croce biasimò questa scelta, in quanto il diario aveva tratti troppo intimi e avrebbe offeso il pudore dell'autore: «manifestazione di quel romanticismo che si può denominare vulgaris. Nel leggerlo, si prova quasi un senso di offeso pudore per quelle intimità messe sulle carte e poi in istampa»; ma vi apprezzò alcuni componimenti lirici raccolti come Notte stellata e Barca nera, anche se «poesia vera e propria queste cose non diventano mai. Perché si richiederebbe a ciò un'energia, una virilità creatrice della forma, che all'autore mancava».

## Opere
- Sopra gli archibugi lunghi a ruota nella prima metà del Secolo decimosettimo, Milano, L. Perelli, 1870.
- Riflesso azzurro, Milano, coi tipi di A. Lombardi, 1873.
- Teatro di Ambrogio Bazzero, 2 voll., Milano, C. Barbini, 1875. Comprende:
  - 1. Angelica Montanini. Dramma in quattro atti
  - 2. Il Tintoretto. Scene veneziane in un prologo e due parti
- Ugo. Scene del secolo X. Parte I, Milano, Bortolotti, 1876. Nuova ed. Milano, Lampi di stampa, 2003. ISBN 88-488-0177-3
- Le armi antiche nel Museo patrio di archeologia in Milano, Milano, Tip. del giornale "La perseveranza", 1880.
- Storia di un'anima, con introduzione di Emilio De Marchi, Milano : Treves, 1885. Nuova ed. Milano, Lampi di stampa, 2003. ISBN 88-488-0178-1
- Milano visione. A. Bàzzero... et al., a cura di Francesco Napoli, Napoli, A. Guida, 1997. ISBN 88-7188-173-7
- Prose selette. Ambrogio Bazzero, Milano, La vita felice, 1997. ISBN 88-7799-621-8